# Богата (Келераш)
Богата (рум. Bogata) — село у повіті Келераш в Румунії. Входить до складу комуни Гредіштя.
Село розташоване на відстані 84 км на схід від Бухареста, 18 км на захід від Келераші, 122 км на захід від Констанци.

## Населення
За даними перепису населення 2002 року у селі проживали 715 осіб, усі — румуни. Усі жителі села рідною мовою назвали румунську.